# 2021년 전주국제영화제
제22회 전주국제영화제는 2021년 4월에 개최된 영화제이다.

## 수상 및 후보

### 국제경쟁 - 대상
- 파편 - 나탈리아 가라샬데 수상

### 국제경쟁 - 작품상
- 저항의 풍경 - 마르타 포피보다 수상

### 국제경쟁 - 심사위원특별상
- 친구들과 이방인들 - 제임스 본 수상

### 한국경쟁 - 대상
- 성적표의 김민영 - 이재은 수상
- 성적표의 김민영 - 임지선 수상

### 한국경쟁 - 배우상
- 혼자 사는 사람들 - 공승연 수상
- 낫아웃 - 정재광 수상

### 한국경쟁 - 심사위원 특별언급
- 너에게 가는 길 - 변규리 수상

### 한국단편경쟁 - 대상
- 오토바이와 햄버거 - 최민영 수상

### 한국단편경쟁 - 감독상
- 나랑 아니면 - 박재현 수상

### 한국단편경쟁 - 심사위원특별상
- 불모지 - 이탁 수상
- 파란거인 - 노경무 수상

### CGV아트하우스 - 배급지원상
- 혼자 사는 사람들 - 홍성은 수상

### CGV아트하우스 - 창작지원상
- 낫아웃 - 이정곤 수상
- 왓챠가 주목한 장편
- 낫아웃 - 이정곤 수상
- 왓챠가 주목한 단편
- 불모지 - 이탁 수상
- 마리와 나 - 조은길 수상
- 마리아와 비욘세 - 송예찬 수상
- 역량향상교육 - 김창범 수상
- 오토바이와 햄버거 - 최민영 수상

### 넷팩(아시아영화진흥기구)상
- 재즈 카페 베이시 - 호시노 테츠야 수상

### 다큐멘터리상(진모터스 후원)
- 너에게 가는 길 - 변규리 수상

### J 비전상
- 스승의 날 - 이지향 수상
- 연인 - 허건 수상

### 국제경쟁
- 모든 곳에, 가득한 빛 - 테오 앤서니
- 전장의 피아니스트 - 지미 카이루즈
- 아버지는 영화감독 - 메르세데스 가비리아
- 파이널 라운드 - 모하메드 페크란 외 1명
- 친구들과 이방인들 - 제임스 본
- 해변의 금붕어 - 오가와 사라
- 저항의 풍경 - 마르타 포피보다
- 파편 - 나탈리아 가라샬데
- 쌩땅느 - 레인 베르메트
- 스톱-젬리아 - 카테리나 호르노스타이

### 한국경쟁
- 낫아웃 - 이정곤
- 너에게 가는 길 - 변규리
- 복지식당 - 정재익 외 1명
- 성적표의 김민영 - 이재은
- 열아홉 - 우경희
- 인플루엔자 - 황준하
- 첫번째 아이 - 허정재
- 코리도라스 - 류형석
- 혼자 사는 사람들 - 홍성은
- 희수 - 감정원
- 성적표의 김민영 - 임지선

### 한국단편경쟁
- 겨울 애도 - 윤다희
- 계란 카레라이스 - 서지형
- 나랑 아니면 - 박재현
- 남남 - 고경수
- 농몽 - 권순현
- 마리아와 비욘세 - 송예찬
- 마리와 나 - 조은길
- 몸과 물질 - 김예솔비
- 물속의 속삭임 - 오온유
- 불모지 - 이탁
- 사진 이어 붙이기 - 강예솔
- 수중양생 - 송주현
- 스승의 날 - 이지향
- 언어교환 - 강지연
- 여인과 사자 - 박유진
- 역량향상교육 - 김창범
- 오토바이와 햄버거 - 최민영
- 정말로 바란다면 - 박종우
- 주희/17/B - 문채원
- 파란거인 - 노경무
- 한비 - 이다영
- 해로 - 김소희
- 해우소 - 김성균
- GOOD for you - 김일현
- May•JEJU•Day - 강희진

### 전주 시네마 프로젝트
- 노회찬,6411 - 민환기
- 포옹 - 임흥순
- 아웃사이드 노이즈 - 테드 펜트
- 세자매 - 이승원

### 프론트라인
- 정글의 외침 - 셀린 루제
- 개구리들 - 에드가르도 카스트로
- 최후의 언어 - 조너선 노시터
- 페블스 - P.S. 비노트라지
- 가족의 투시도 - 피로우제 코스로바니
- 침묵의 숲 - 커첸넨
- 입법회 점령사건 - 홍콩 다큐멘터리 영화 제작자
- 붉은 벽돌벽 안에서 - 홍콩 다큐멘터리 영화 제작자
- THE THE - 리훙치
- 비센타 - 다리오 도리아
- 전쟁과 평화 - 마르티나 파렌티 외 1명

### 마스터즈
- 아타라비와 미켈라츠 - 유진 그린
- 첫 54년 - 약식 군사 매뉴얼 - 아비 모그라비
- 지너스 판 - 라브 디아스
- 휴먼 보이스 - 페드로 알모도바르
- 내가 사랑한 스파이 - 블라디미르 레온
- 공중보건 - 드니 코테
- 숨겨진 - 자파르 파나히
- 오페라의 밤 - 세르히 로즈니차
- 월드시네마
- 사랑 뒤에 남은 두 여자 - 알림 칸
- 애플 - 크리스토스 니코우
- 빅 히트 - 엠마누엘 쿠르콜
- 샤흐람 모크리
- 컨퍼런스 - 이반 I. 트베르도프스키
- 팬 걸 - 앙투아네트 하다오네
- 어둠 속의 빛 - 도미니크 리에나르
- 허니 시가 - 카미르 아이누즈
- 그레타 툰베리 - 나탄 그로스만
- 미스 마르크스 - 수잔나 니키아렐리

### 카에타누 벨로주의 회상
- 히카르두 칼리우 외 1명
- 파올로 콘테, 잇츠 원더풀 - 조르조 베르델리
- 사진가 모리야마 다이도: 과거는 항상 새롭고, 미래는 늘 그립다 - 이와마 겐
- 자유의 통역사 - 라나 카즈카즈 외 1명
- 언프리티 DJ - 스테이시 리
- 멋진 세계 - 니시카와 미와
- 마일스 데이비스의 유니버스 - 샘 오즈번 외 1명

### 다가올 세상
- 모나 파스트볼드
- 월드시네마: 스포츠는 여성의 것
- 서핑하는 여자들 - 크리스토퍼 닐리어스
- 여왕에게 영광을 - 타티아 스히르틀라제
- 세상을 드는 소녀들 - 마이 자예드
- 동양의 마녀들 - 쥘리앵 파로

### 코리안시네마
- 늦봄2020 - 박규현
- 마이썬 - 최익환
- 말아 - 곽민승
- 백년가족 - 김덕철
- 습도다소높음 - 고봉수
- 식물카페, 온정 - 최창환
- 여파 - 김진혁
- 직지루트; 테라 인코그니타 - 우광훈
- 창밖은 겨울 - 이상진
- 태어나길 잘했어 - 최진영
- 튤립 모양 - 양윤모
- Trans-Continental-Railway - 정재훈
- 두번째 장례 - 김태경
- 마이에그즈 - 김소이
- 연인 - 허건
- 우리도 모르는 사이 - 신지우
- 큐브 - 조미혜
- KIN거운 생활: 온라인 - 안가영
- 22% 부족할 때 - 윤한나
- SAVE THE CAT - 허지예
- 뭐해 - 신지수
- 개정 - 강준하
- 피아니스트 - 조은선

### 시네마천국
- 당신은 믿지 않겠지만 - 이시이 유야
- 보호자 - 페리트 카라한
- 강아지와 함께한 날들 - 아다 프론티니
- 아빠와 아들 - 니르 베르그만
- 짱개 - 장지위
- 재즈 카페 베이시 - 호시노 테츠야
- 마르쿠스의 비밀 - 다체 푸체
- 완벽한 축사를 준비하는 방법 - 로랑 티라르
- 재단사 니코스 - 소니아 리자 켄터만
- 별의 아이 - 오모리 다쓰시

### 불면의 밤
- 배드 헤어 - 저스틴 시미엔
- 검열 - 프라노 베일리본드
- 크립토주 - 대시 쇼
- 겟 더 헬 아웃 - 왕이판
- 혈육 - 조 마르칸토니오

### 영화보다 낯선
- 이리로 와 - 아노차 수위차꼰퐁
- 파우나 - 니콜라스 페레다
- 베이커스필드에서 모하비까지 - 제임스 베닝
- 낙원의 길에서 - 제임스 베닝
- 그녀의 사회주의 미소 - 존 잔비토
- 홈랜드 - 옐레나 막시모비치
- 친밀함의 거리 - 필립 워넬
- 마지막 도시 - 하인츠 에미히홀츠
- 로비 - 하인츠 에미히홀츠
- 로스 콘둑토스 - 카밀로 레스트레포
- 안나 아초리의 노트 – 시간 여행의 거울 - 콘스탄체 룸
- 붉은 달의 조류 - 로이스 파티뇨
- 말을 타는 모습을 보여주는 36가지 방법은 없다 - 니콜라스 수케르펠드
- 여름의 기억 - 이그나시오 세로이
- 2008 - 블레이크 윌리엄스
- 바디 - 엘로이 도밍게스 세렌
- 서신 교환 - 카를라 시몬 외 1명
- 지구지구지구 - 사이토 다이치
- 해피 밸리 - 사이먼 류
- 필립 헨리 고스의 작품에 대한 오마주 - 파블로 마르틴 웨베르
- 10월의 울림 - 아피찻퐁 위라세타쿤
- 점·선·면 - 소피아 보흐다노비츠
- 호크아이에 대한 검토 - 테오 앤서니

### 스페셜 포커스: 인디펜던트 우먼
- 미지의 도시 - 체칠리아 만지니
- 마리아와 나날들 - 체칠리아 만지니
- 스텐달리 (스틸플레이) - 체칠리아 만지니
- 습지의 노래 - 체칠리아 만지니
- 여자-되기 - 체칠리아 만지니
- 목의 굴레 - 체칠리아 만지니
- 구멍 - 한옥희
- 중복 - 한옥희
- 색동 - 한옥희
- 무제 77-A - 한옥희
- 검은 집 - 포루그 파로흐자드
- 완다 - 바바라 로든
- 비브르 앙상블 - 안나 카리나
- 워터멜론 우먼 - 셰럴 두녜이
- 금발머리 부부 - 알베르티나 카리

### 스페셜 포커스: 코로나, 뉴노멀
- 방주 - 웨이단
- 코로네이션 - 아이웨이웨이
- 코로나의 밀라노 - 밀라노의 영화감독들
- 자비로운 밤 - 미카 카우리스마키
- 토탈리 언더 컨트롤 - 알렉스 기브니 외 2명
- 지혜로운 방구석 생활 - 이윤지 외 1명
- 새 가족 - 김규진
- 배달하는 삶 - 전제민
- 수리솔 수중 연구소에서 - 김아영
- 정말, 정말로 축하합니다 - 제환규
- 미주 - 고선영
- 아토 스페셜: 새로운 바람
- 나이트크루징 - 김정인
- 맛있는 엔딩 - 정소영
- 좋은날 - 황슬기
- 청이 - 김정인
- 달이 기울면 - 정소영
- 자유로 - 황슬기
- J 스페셜: 올해의 프로그래머
- 아이 - 김현탁
- 동아 - 권예지
- 이사 - 류현경
- 환불 - 송예진
- 날강도 - 류현경
- 빛과 철 - 배종대
- 우리들 - 윤가은
- 8월의 크리스마스 - 허진호